# Megacerus codonophagus
Megacerus codonophagus is een keversoort uit de familie bladkevers (Chrysomelidae). De wetenschappelijke naam van de soort werd in 1977 gepubliceerd door Teran & Kingsolver.